# Cylindera virgulifera
Cylindera virgulifera (лат.) — вид жуков-жужелиц из подсемейства скакунов.
Малайзия: северный Калимантан (Борнео): Сабах, Саравак. Длина тела имаго от 8 до 9 мм. От близких видов отличается относительно крупными для подрода Leptinomera размерами (крупнее Cylindera kibbyana, но меньше Cylindera maxillaris). Тело узкое, удлиненное, с небольшой субмаргинальной средней точкой и более крупным субапикальным пятном в форме запятой. Цвет шелковистый изумрудно-зелёный, иногда с небольшими голубоватыми отблесками. Вид был впервые описан в 1995 году итальянским энтомологом, юристом и экологом Фабио Кассола (1938—2016).